# Tweede Kamerverkiezingen 2017/Kandidatenlijst/Lokaal in de Kamer
Dit is de lijst van kandidaten van Lokaal in de Kamer voor de Nederlandse Tweede Kamerverkiezingen van 15 maart 2017, zoals deze op 3 februari 2017 werd vastgesteld door de Kiesraad.. De partij zal meedoen in 16 van de 20 kieskringen.

## Achtergrond
De kandidatenlijsten van Lokaal in de Kamer in de kieskringen Zwolle, Utrecht, Leiden, Maastricht en Bonaire werden door de Kiesraad ongeldig verklaard. De lijsttrekker werd Jan Heijman.
De kandidatenlijst van Lokaal in de Kamer in de kieskring Zwolle werd in beroep door de Afdeling bestuursrechtspraak van de Raad van State geldig verklaard.

## De lijst
1. Jan Heijman – 3.585
2. Jan van der Starre – 266
3. Ralf Stultiens – 164
4. Jeff Leever – 123
5. Denise Kunst-van Suijlekom – 636
6. Rene Kraaijenbrink – 129
7. Willem Jan Mandersloot – 44
8. Wil van Pinxteren – 51
9. Nelly Nieuwenhuizen – 273
10. Yvonne de Heer-Seveke – 143
11. Joke van Ruitenbeek-Schonewille – 82
12. Farid El-Khassim – 199
13. Frank Smit – 66
14. Diana van der Kraats – 71
15. Rien van de Sande – 37
16. Davy Jansen – 40
17. Jan Kwekkeboom – 93
18. Ron Rosbak – 43
19. Ilankarajah Hudson Louis – 147
20. Ludo Bolders – 18
21. Ans van der Velde – 51
22. Henk Frieman – 67
23. Annette Valent-Groot – 63
24. Conny de Bree – 116
25. Ramon Barends – 122
26. Gijs Dirkmaat – 32
27. Casper Kloos – 197

VVD · PvdA · PVV · SP · CDA · D66 · ChristenUnie · GroenLinks · SGP · Partij voor de Dieren · 50PLUS · OndernemersPartij · VNL · DENK · Nieuwe Wegen · Forum voor Democratie · De Burger Beweging · Vrijzinnige Partij · GeenPeil · Piratenpartij · Artikel 1 · Niet Stemmers · Libertarische Partij · Lokaal in de Kamer · Jezus Leeft · StemNL · Mens en Spirit/Basisinkomen Partij/V-R · Vrije Democratische Partij